# Чаклунка (фільм, 2005)
«Чаклунка» — американська романтична комедія 2005 року, співавторкою сценарію, продюсеркою та режисеркою якого виступила Нора Ефрон. Головні ролі виконали Ніколь Кідман і Вілл Феррелл.
Фільм є ремейком популярного ситкому «Bewitched», який транслювався на телеканалі Ей-Бі-Сі з 1964 по 1972 рік. Фільм «Чаклунка» вийшов на екрани 24 червня 2005 року та отримав негативні відгуки, а також не виправдав очікувань у прокаті.

## Сюжет
Джек Вайт — самовдоволений актор, якому пропонують зіграти в ремейку ситкому 1960-х років роль чоловіка, який одружився з чаклункою, але він, щоб повернути свою славу після останнього провального фільму, наполягає, щоб його партнерку Саманту зіграла невідома акторка. Ізабель Бігелоу — справжня відьма, яка вирішує, що хоче бути нормальною, і переїжджає до Лос-Анджелесу, щоб почати нове життя. Джек випадково помічає Ізабель і вмовляє її пройти прослуховування, після чого переконує Ізабель долучитися до шоу. Після успішного запису однієї з серій Ізабель випадково підслуховує розмову Джека зі своїм агентом Річі. Вони говорять про те, як обманули Ізабель, не даючи їй слів у сценах. Розлючена Ізабель вирішує, що вона має лише три варіанти: піти, розсердитися або жити з цим. Натомість її тітка Клара відвідує Ізабель і допомагає їй накласти заклинання на Джека, щоб він закохався в неї.

## В ролях
- Ніколь Кідман — Ізабель Бігелоу
- Вілл Феррелл — Джек Вайт
- Ширлі Маклейн — Айріс Смітсон
- Майкл Кейн — Найджел Бігелоу
- Джейсон Шварцман —  Річі
- Крістін Ченовет — Марія Келлі
- Хізер Бернс у ролі Ніни
- Джим Тернер в ролі Ларрі
- Стівен Кольбер в ролі Стю Робінсона
- Девід Алан Грір у ролі Джима Філдса
- Майкл Бадалукко в ролі Джої Пропса
- Керол Шеллі в ролі тітки Клари
- Стів Карелл — дядько Артур
- Емі Седаріс у ролі Гледіс Кравіц
- Річард Кінд — Ебнер Кравіц

## Сприйняття
Rotten Tomatoes дав оцінку 24 % на основі 187 відгуків від критиків і 28 % від більш ніж 100 000 глядачів.
Фільм при бюджеті $85,000,000 зібрав у прокаті більше $131,000,000, але це виявилося менше, ніж розраховували його творці.